# Kommunikationssperre (Psychologie)
Eine Kommunikationssperre (englisch communication roadblock) ist nach Thomas Gordon eine Art der Kommunikation, die den Wunsch oder die Absicht ausdrückt, den Kommunikationspartner nicht zu akzeptieren, sondern ihn zu verändern. John Gottman bezeichnete ähnliche Verhaltensweisen wie die vier apokalyptischen Reiter der Paarbeziehung (→ John Gottman).
Gordon nennt zwölf Arten von Kommunikationssperren:
1. Befehlen, Anordnen, Auffordern
2. Warnen, Mahnen, Drohen
3. Moralisieren, Predigen, Beschwören
4. Beraten, Vorschläge machen, Lösungen liefern
5. (Ver-)Urteilen, Kritisieren, Widersprechen, Vorwürfe machen, Beschuldigen
6. Belehren, durch Logik begründen
7. Loben, Zustimmen, Schmeicheln – kann eine hohe Erwartungshaltung signalisieren.[6]
8. Beschämen, Beschimpfen, Lächerlich machen
9. Interpretieren, Analysieren, Diagnostizieren
10. Beruhigen, Sympathie äußern, Trösten, Aufrichten
11. Nachforschen, Fragen, Verhören – Fragen können das Gefühl von fehlendem Vertrauen vermitteln und den Eindruck bedroht zu werden, wenn nicht deutlich wird, wozu gefragt wird.[7] Dementsprechend wurde von Ruth Cohn eine Hilfsregel in der  Themenzentrierten Interaktion vorgeschlagen: „Wenn du eine Frage stellst, sage, warum du fragst und was deine Frage für dich bedeutet. Sage dich selbst aus und vermeide das Interview“.[8]
12. Ablenken, Ausweichen, Aufziehen

Diese zwölf Elemente nannte Gordon in seinem 1970 veröffentlichten Buch Parent Effectiveness Training (P.R.T.) in Zusammenhang mit dem Gordon-Modell als Gesprächselemente, die ein besonderes Risiko bergen, sich negativ auf ein Gespräch auszuwirken, und zwar vor allem dann, wenn das Gespräch unter Stress stattfindet.
Gordon zufolge schaffen diese zwölf Kommunikationssperren eine destruktive Gesprächssituation und können den Gesprächspartner in die Defensive treiben oder ihn zum Schweigen veranlassen. Im Gegensatz dazu helfe aktives Zuhören dem Gesprächspartner, sein Problem selbst zu lösen.
Ein Bestandteil des Trainings nach Gordon bildet daher die Erkennung und Vermeidung von Kommunikationssperren. Laut Gordon sollte man Kommunikationssperren vor allem vermeiden, wenn der andere ein Problem hat. In der problemfreien Zone sei die Wahrscheinlichkeit, dass die Kommunikation durch die Verwendung von Kommunikationssperren gestört wird, eher gering. Es lässt sich insofern diskutieren, ob es Situationen gibt, in denen die Verwendung einer Kommunikationssperre wie Drohen erlaubt ist, beispielsweise, wenn das eigene Leben in Gefahr ist.